# Campeonato Europeo de Curling Masculino de 2011
El XXXVII Campeonato Europeo de Curling Masculino se celebró en Moscú (Rusia) entre el 3 y el 10 de diciembre de 2011 bajo la organización de la Federación Mundial de Curling (WCF) y la Federación Rusa de Curling.
Las competiciones se realizaron en la Megasport Arena de la ciudad rusa.

## Tabla de posiciones
| Pos | Equipo          | G | P | G–P |
| --- | --------------- | - | - | --- |
| 1   | Suecia          | 6 | 3 | 2–0 |
| 2   | Noruega         | 6 | 3 | 1–1 |
| 3   | Dinamarca       | 6 | 3 | 0–2 |
| 4   | República Checa | 5 | 4 | –   |
| 5   | Escocia         | 5 | 4 | –   |
| 6   | Suiza           | 5 | 4 | –   |
| 7   | Alemania        | 5 | 4 | –   |
| 8   | Francia         | 4 | 5 | –   |
| 9   | Letonia         | 2 | 7 | –   |
| 10  | Italia          | 1 | 8 | –   |

## Cuadro final
|  | Clasif. a semifinal | Clasif. a semifinal | Clasif. a semifinal |  |  | Semifinal | Semifinal |  |              | Final           | Final |
|  |                     |                     |                     |  |  |           |           |  |              |                 |       |
|  | 1                   | Suecia              | 5                   |  |  |           |           |  |              |                 |       |
|  | 2                   | Noruega             | 4                   |  |  |           |           |  |              | Suecia          | 6     |
|  |                     |                     |                     |  |  | Noruega   | 5         |  | Noruega      | 7               |       |
|  |                     | República Checa     | 2                   |  |  |           |           |  |              |                 |       |
|  | 3                   | Dinamarca           | 8                   |  |  |           |           |  | Tercer lugar | Tercer lugar    |       |
|  | 4                   | República Checa     | 9                   |  |  |           |           |  |              |                 |       |
|  |                     |                     |                     |  |  |           |           |  |              | República Checa | 6     |
|  |                     |                     |                     |  |  |           |           |  |              | Dinamarca       | 9     |

## Medallistas
| Evento | Oro                                                                                                | Plata                                                                                      | Bronce                                                                               |
| ------ | -------------------------------------------------------------------------------------------------- | ------------------------------------------------------------------------------------------ | ------------------------------------------------------------------------------------ |
| Equipo | Noruega · Thomas Ulsrud · Torger Nergård · Christoffer Svae · Håvard Vad Petersson · Thomas Løvold | Suecia · Niklas Edin · Sebastian Kraupp · Fredrik Lindberg · Viktor Kjäll · Oskar Eriksson | Dinamarca Rasmus Stjerne Johnny Frederiksen Mikkel Poulsen Troels Harry Lars Vilandt |